# Raudberget
Raudberget är en kulle i Antarktis. Den ligger i Östantarktis. Norge gör anspråk på området. Toppen på Raudberget är 2 606 meter över havet, eller 555 meter över den omgivande terrängen. Bredden vid basen är 5,4 km.
Terrängen runt Raudberget är huvudsakligen kuperad, men åt nordväst är den platt. Trakten är obefolkad. Det finns inga samhällen i närheten. 